# 携帯機器

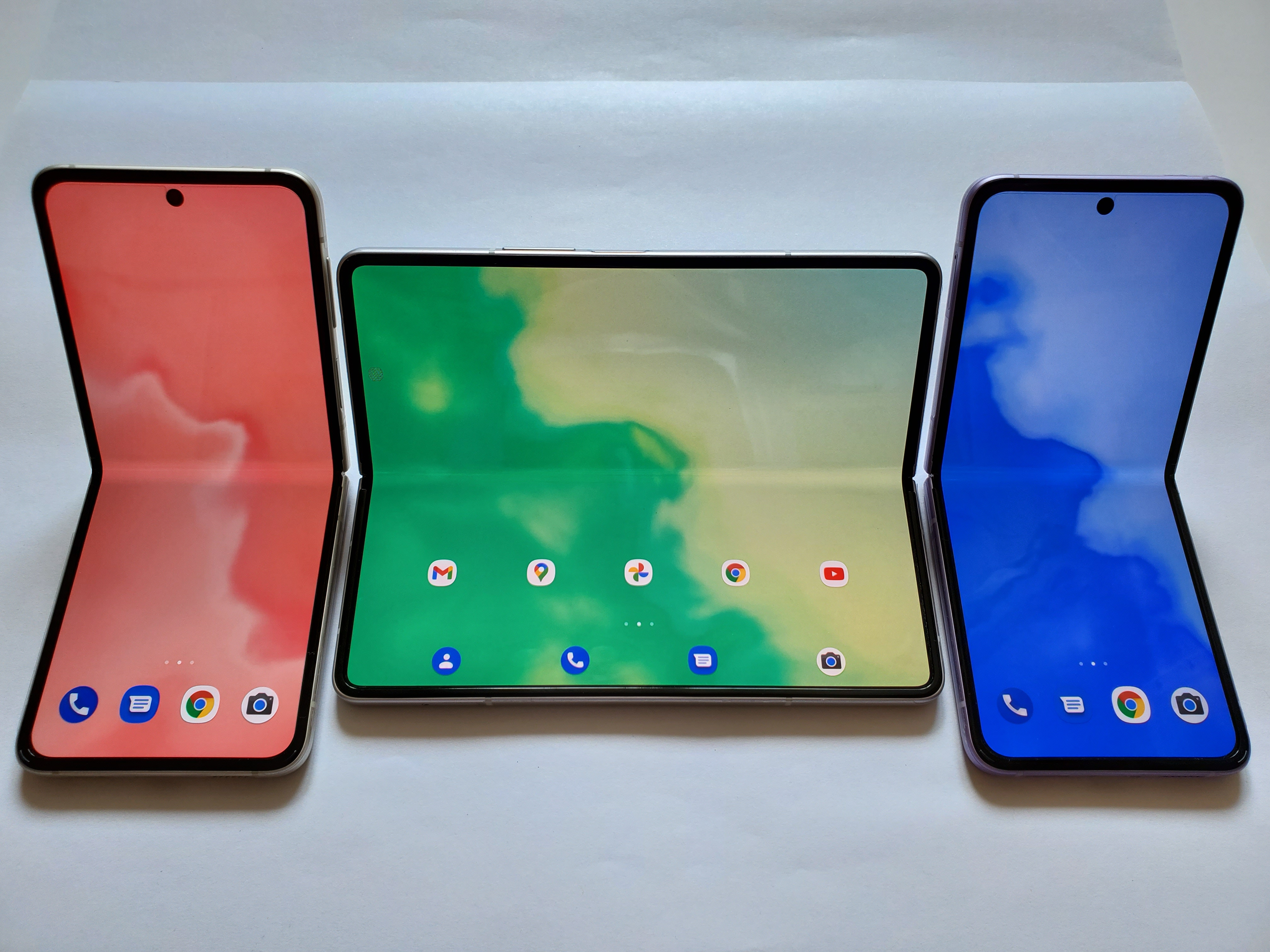
スマートフォン

携帯機器（けいたいきき）とは、携帯して使用可能な機器の総称。モバイル端末やポータブル機器、ノーマディック機器とも言う。

## 概要
典型的な携帯機器には、携帯して利用可能な通信機器（携帯通信機器・端末）や情報機器（携帯情報機器・端末）が挙げられる。種類に応じて、情報端末、情報家電やデジタル家電の範疇にも属する。

### 通信機能
古くは初期の携帯電話に代表される音声通話のための通信機能（アナログないしデジタル）だけであったが、メールやウェブ等のインターネット接続が可能になり、今日の「ポータブルなコンピュータ」（次項）においては、携帯電話ネットワーク（3G、LTE等）に加えてWi-Fi、Bluetooth、NFCなどの通信機能を備え、他のデバイスと接続可能になっている。

### ポータブルなコンピュータ
「携帯 (ポータブル)」可能なコンピュータの具体例として、ポータブルコンピュータ (狭義)、ラップトップ、ノートパソコン、タブレットPC、ハンドヘルド、タブレット、PDAやスマートフォンなどが挙げられる。これらは携帯情報機器の一分野である。

### 「携帯」の概念等
「携帯 (ポータブル)」の「ポータブル」(英）の由来は、仏語のporter（着用する・できる、持ち運ぶの意）からである。
「携帯 (ポータブル)」の概念には、「ハンドヘルド（手で持てる）」や「ウェアラブル（身体に装着可）」も含まれうる。例として携帯型トランシーバーは、使用の際には手で持ち、使用しないときには身体に装着する事が多い。また、携帯電話端末は、ベルトやポケットに装着したり入れられたりもする。
携帯型トランシーバーは、ハンズフリー利用が可能な物が出て、使用の際にも「ウェアラブル」になった。携帯電話端末も、ハンズフリー用のイヤフォンマイクを用いれば同様である。
「ポータブル」なコンピュータも、携帯型トランシーバーと同様に、使用の際には手で持ち、使用しないときには身体に装着する。もっとも、将来的にはヘッドアップディスプレイ等により使用の際にも「ウェアラブル」になるであろう。
なお参考として、アマチュア無線など無線の分野においては、次のようなクラス分けがある。
- 「固定」クラス - 固定局[注釈 3]。基地局など。
- 「モバイル」クラス : この分野においては、車載機器、自動車電話や衛星電話等を意味する。正確な発音は第1音節にアクセントがあるモーバイルまたはモービル。
- 「携帯（ポータブル）」クラス - 「ハンドヘルド（手で持てる）」や「ウェアラブル（身体に装着可）」であるもの。

また、日本においてはしばしば、携帯電話端末については、単に携帯、ケータイと呼ばれることもある。

### 「携帯」と自律移動デバイス
上述の「携帯」の概念は人間等を中心とした概念であり、すなわち携帯機器自体には移動機能は包含されず、機器が移動するには人間等（あるいは動物）の力、あるいは人間等が操作しまたは制御する移動機械の力を借りる必要がある。これに対し、携帯機器と移動機械を直結する事により携帯機器が移動機能をも取得し、自律的に移動するコンピュータが完成し得る。このような自律移動コンピューターに使われる、今日的で身近な移動機械の代表例としてはさまざまな移動可能ロボット、ドローン、自動運転車などが挙げられる。

## 種類

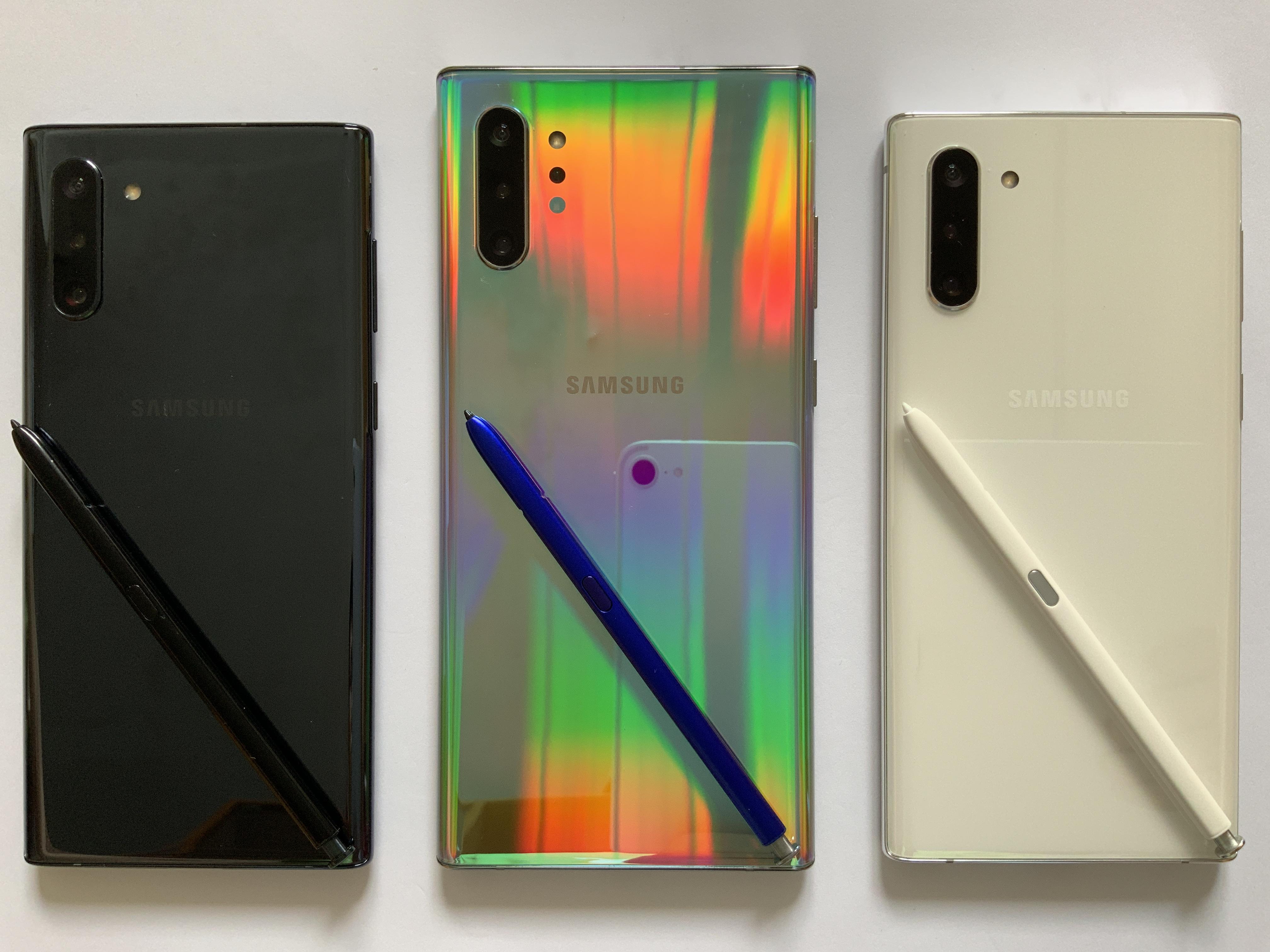
スマートフォン

ここでは、携帯機器に分類しうる機器を列挙する。
普及当初は携帯機器ではなかったが、技術の進歩（ダウンサイジング）により、携帯可能な機器が出たものや（例：時計、固定電話→携帯電話端末、メインフレーム→ノートパソコン）、携帯可能である事が通常化したようなものもある（例：ラジオ、電卓）。

### 電子機器
- （広義含めた）携帯情報機器
  - カメラ
    - デジタルカメラ、ビデオカメラ

  - 音響機器・AV機器
    - 携帯音楽プレーヤー、ICレコーダー、ポータブルビデオプレーヤー[注釈 4]

  - 計算機
    - 電卓

  - ゲーム機
    - 携帯ゲーム機

  - コンピュータ（ポータブルコンピュータ）
    - ラップトップ、ノートパソコン、ハンドヘルド、ポケット、スマートブック、タブレットPC、PDA、スマートフォン

  - コンピュータ周辺機器
    - 携帯プリンター、携帯スキャナ、携帯モデム

  - 専用情報機器
    - 電子辞書、電子手帳、電子書籍、ポータブルデータターミナル(PDT)
    - カーナビゲーション、PND
- 携帯通信端末
  - 音声通信端末
    - 携帯電話[注釈 1]、衛星電話、第三者無線（MCA無線）、アマチュア無線、特定小電力無線・パーソナル無線・市民ラジオ（CB無線）

  - データ通信端末
    - 携帯電話[注釈 1]、ポケットベル

  - 放送受信機 (テレビ・ラジオ)
    - 携帯ラジオ・携帯テレビ、ワンセグ

  - プロセッサ内蔵のICカード、RFIDタグも一種の携帯通信端末である。
- その他機器
  - ジャイロセンサー
  - 気圧センサー
  - 腕時計、懐中時計（電子式）
  - 補聴器
  - ハンドヘルドGPS
  - テープレコーダー

### 電気機器（電子機器でない）
- 懐中電灯・ペンライト
- 防犯ブザー

### 電気を使わない機器
- 腕時計・懐中時計（機械式）
- カメラ（フィルム式）
- 計算尺
- ライター
- 双眼鏡・オペラグラス

## 機能要素
ここでは、携帯機器、特に携帯電話の機能要素を列挙する。
- 電話、テレビ電話
- 時計（時刻補正機能）、目覚まし時計
- パソコン
  - インターネット（ウェブ）
  - メール
  - インスタントメッセンジャー
  - リッチテキスト、スプレッドシート、プレゼンテーション等の各種文書ファイルの閲覧、編集
- PIM機能（電卓・カレンダー・スケジュール/メモ帳）
- ゲーム機
- 音声や音楽、画像（静止画）や動画の録画や再生等
  - 携帯音楽プレーヤー（MP3プレーヤー等）
  - サウンドレコーダー
  - デジタルカメラ
  - ムービーカメラ
- バーコード・QRコード読み取り
- 電子辞書、翻訳、電子書籍
- GPS受信機、電子地図、電子コンパス（地磁気センサー）
  - カーナビゲーション、歩行ナビゲーション
  - 位置情報サービスと各種アプリケーションの連携
  - 渋滞/交通/乗換案内、運行情報
  - GISスポット情報（店舗、観光案内など）
- ジャイロセンサー
  - モーションコントローラー、歩数計
- テレビ・ラジオ放送の視聴・録画および録音
  - 1セグメント放送
  - 緊急地震速報、全国瞬時警報システムの受信
- リモコン（赤外線デバイス）
- Wi-Fi、Bluetoothによるデバイス間の各種の通信連携、動作連携
- ICカード （NFC、RFIDタグ）
  - 電子マネー、IC式乗車カード
  - デジタルキー・デジタルロック、IDツール
  - ポイントカード、会員証
  - IC搭乗券（飛行機など）
- 生体認証機能
  - 指紋認証装置、顔認証、音声認証など
- 防犯ブザー（緊急用、自動通報装置など）
- 音声認識、音声読み上げ
- タッチパネルインターフェース（今日的スマートフォンなど）
- 健康、医療関連
  - パルスオキシメータ、血圧計、聴診器、体温計、ピークフローメーター、超音波プローブ、近赤外線分光分析装置
- 測定、計測装置
  - 水準器、放射線計、秤、サーマルカメラ、気圧高度計など

## 移動体通信との関連
携帯通信機器・携帯情報機器の分野は、移動体通信の発展とともに、今日までに大きな発展を見せている。この様相は、いわゆる「ユビキタスコンピューティング」の概念として括られうる。
1990年代は、携帯機器は概ね単機能的なものが多数派であった（例：アナログ携帯電話、ノートPC、通信カードなど）。2000年代に、機器のダウンサイジングと移動体通信が急激に進展する。
日本においては世界より一足早く携帯機器とその機能要素との融合が加速。「ケータイ国際フォーラム」という移動体通信関係の展示会では、既に「携帯電話・PHS、PDA、カーナビゲーション等の移動体通信機器・サービスの総称 」として日本的「ケータイ」の概念が提唱されるなどしていた。携帯電話がデジタルツールとしての性格を帯び始め、フィーチャーフォン（後にいうガラパゴス・ケータイ）として結実するも、メーカー各社は2000年代後半のスマートフォンへの移行に失敗し、海外メーカー品が多数を占めるようになった。
2010年代以降、スマートフォンへの置き換えが進み、社会的に大きな影響を与えた。IoT、ビッグデータ、フィンテックなどの概念が注目された。

### 新しい概念や文化としての側面
平成前半時代、日本では携帯電話が一般に広く普及して以降、「ケータイ」は若者文化としても定着し、ファッションツール　デザインケータイ・着せ替え・表面の加工（レザーテイスト、レリーフ模様など）などは、「携帯電話」から「ケータイ」へと発展していくなかで発生した概念である。
「ケータイ」は平成後半には「スマホ」へと移行した。

携帯機器は言語学習において非常に重要な役割を果たしており、質の高い証拠とされる統計的文献分析（メタアナリシス）によれば、携帯機器の使用と言語学習の効果には0.55という高い相関関係がある。

## 消費電力の壁
携帯機器（携帯情報機器、携帯通信端末）は、情報処理の高度化・高速化や、移動体通信の通信速度向上によって年々、消費電力と、要求される二次電池の電池容量(Ah、アンペア・時）が継続的に増大している。
その一方で、電源を要する携帯機器にはほぼ必須となる二次電池（蓄電池）の、電池容量の効率向上の程度は、前述の消費電力増大の傾向にさほど追いついてない。二次電池分野での技術革新は、情報処理や移動体通信の技術革新のスピードに比べると幾分緩慢である。
そのため、技術面での実現可能性はありながらも、携帯機器の消費電力上の制約、サイズ上の制約などから、実現された携帯機器では（固定機器に比べ）機能・性能が制限されたり、機能が採用できないと言った制約がある。